# Batyr-Murza
Batyr-Murza (ros. Батыр-Мурза) – wieś w Rosji, w Dagestanie, w rejonie nogajskim. W 2010 liczyła 624 mieszkańców, głównie Nogajów.